# MHSK Tashkent
O MHSK Tashkent (Markaziy Harbiy Sport Klubi ou Марказий Ҳарбий спорт клуби) foi um clube de futebol uzbeque com sede em Tashkent. Era o clube do exército nacional. 

## História
O clube foi fundado em 1945, e a  equipe competiu no Campeonato Uzbeque de Futebol, ganhando em 1997.  O clube foi dissolvido em 2001.